# Đuôi cụt cầu vồng
Pitta iris (trong tiếng Anh gọi là "rainbow pitta", đuôi cụt cầu vồng) là một loài chim nhỏ đặc hữu miền bắc Úc nằm trong họ Đuôi cụt (Pittidae). Họ hàng gần nhất của nó là Pitta superba trên đảo Manus. Đây là một loài chim màu sắc, đầu phủ lông đen bóng với sọc màu hạt dẻ bên trên mắt, nửa trên thân mình cùng đuôi màu xanh ôliu, nửa dưới đen. Chúng sống trong rừng mưa nhiệt đới theo mùa, cũng như trong một số rừng bạch đàn.
Giống các loài đuôi cụt khác, đây là loài chim nhút nhát. Chế độ ăn của chúng là chân đốt và động vật có xương sống nhỏ. Mỗi cặp chim có lãnh thổ riêng và sinh sản vào mùa mưa. Chim mái đẻ ba-bốn trứng trong tổ lớn hình vòm. Chim bố mẹ bảo vệ trứng, ấp trứng và cho chim con ăn. Dù có phân bố không rộng, IUCN cho đây là loài ít quan tâm do đây là loài phổ biến ở địa phương.

## Phân loại và hệ thống
P. iris do nhà điểu học kiêm họa sĩ vẽ chim John Gould mô tả năm 1842 dựa trên một mẫu vật thu thập ở bán đảo Cobourg, Lãnh thổ Bắc Úc. Tên loài iris bắt nguồn từ ἶρις tiếng Hy Lạp cổ đại, nghĩa "cầu vồng"; đây là nguyên nhân loài này có tên "rainbow pitta" (đuôi cụt cầu vồng) trong tiếng Anh.
Loài này từng được coi là một phân loài của đuôi cụt ồn ào ở miền đông Australia, và cũng được coi là nằm trong một phức hợp loài đó, đuôi cụt Elegant và đuôi cụt mặt đen, mặc dù sự sắp xếp đó là không được chấp nhận phổ biến. Theo nghiên cứu năm 2006 về DNA hạt nhân của loài đuôi cụt và các loài Tyranni khác ở Cựu Thế giới cho thấy họ hàng gần nhất của nó là đuôi cụt to ở đảo Manus ngoài khơi Papua New Guinea. Nghiên cứu tương tự dẫn đến việc họ đuôi cụt bị tách từ một chi thành ba, loài này thuộc chi Pitta.
Loài này từ lâu đã được cho là loài đơn đại diện, nhưng vào năm 1999, quần thể Tây Úc đã được chia thành các phân loài P. i. johnstoneiana bởi Richard Schodde và Ian J. Mason.

## Mô tả

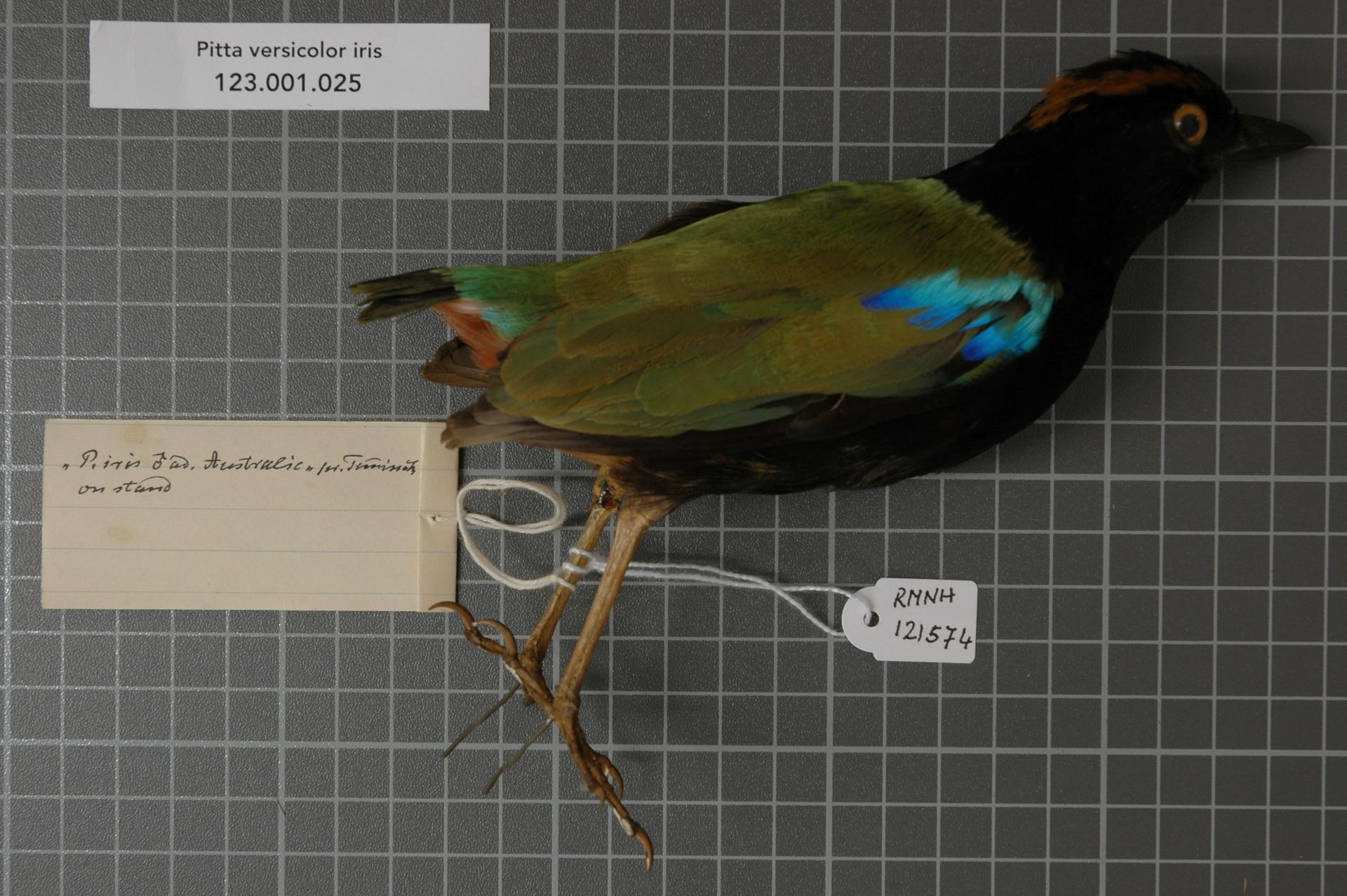
Nghiên cứu da của đuôi cụt cầu vồng cho thấy màu đỏ (nhạt dần) trên mông

Đuôi cụt cầu vồng có chiều dài từ 16–18 cm (6,3–7,1 in), và nặng 52–88 g (1,8–3,1 oz). Con cái nặng 67 g (2,4 oz), trung bình hơn một chút so với khối lượng của con đực (62 g (2,2 oz)). Nó thường đứng thẳng trong khi tìm kiếm thức ăn hoặc nghỉ ngơi, với đôi chân hơi cong và cơ thể được giữ ở góc 60–70°. Nó di chuyển xung quanh bằng cách nhảy. Đầu, cổ, ức, sườn và bụng trên của nó có màu đen nhung. Phần mình của nó có màu xanh ô liu và phần dưới bụng và vỏ bọc của nó có màu đỏ tươi. Đôi cánh có màu xanh lá cây với ánh vàng và có một mảng màu xanh lam sáng trên lớp vỏ cánh nhỏ hơn, lông bay và lông cánh có màu đen. Đuôi có màu xanh ô liu với phần gốc màu đen và phần đuôi trên đôi khi có một dải màu xanh bạc ngang qua chúng. Nó có mỏ đen, chân hồng, mắt nâu và sọc hạt dẻ dọc theo mỗi bên đỉnh đầu. Nhiều cá thể có các vệt tối đặc trưng của họ đuôi cụt, có thể là hình mũi tên hoặc sọc ở phần thân trên; kiểm tra Bộ sưu tập chim đã tìm thấy khoảng 60% đuôi cụt cầu vồng có chúng. Điều này thay đổi theo từng khu vực, vì chim từ Darwin được tìm thấy không có. Một điểm độc đáo trong họ đuôi cụt, các vệt không mờ hoặc đen mà thay vào đó là màu đồng.
Bộ lông về cơ bản là giống nhau ở cả hai giới; con cái có thể có màu vàng da bò hơn một chút ở hai bên và màu đỏ hơi khác ở bụng dưới, nhưng những khác biệt này không làm cho giới tính có thể phân biệt bằng bộ lông. Phân loài P. i. johnstoneiana rất giống với chủng loài được đề cử ngoại trừ lông mày màu hạt dẻ lớn hơn cũng như có đốm cánh nhưng tổng thể chim nhỏ hơn một chút.

## Phân bố và môi trường sống

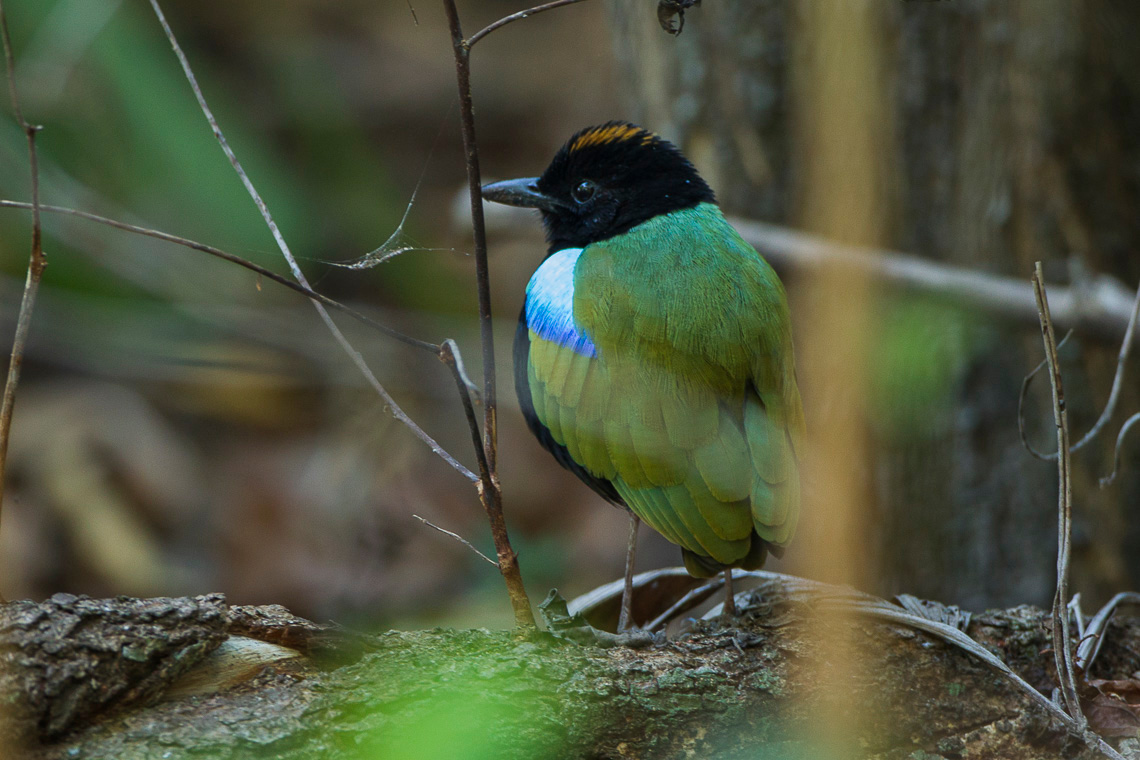
Phân loài được chỉ định của đuôi cụt cầu vồng gần Darwin ở Lãnh thổ phía Bắc

Đuôi cụt cầu vồng là loài đặc hữu của Lãnh thổ Bắc Úc và Tây Úc, và được tìm thấy từ mực nước biển đến 380 m (1.250 ft). Đây là loài duy nhất của đuôi cụt đặc hữu ở Úc. Trong Lãnh thổ phía Bắc, nó được tìm thấy ở Top End, từ phía đông Darwin đến rìa của Arnhem Land. Xa hơn về phía đông, nó được tìm thấy ở Groote Eylandt và Quần đảo Wessel. Ở Tây Úc, nó bị giới hạn ở vùng Kimberley ven biển, từ Walcott Inlet đến đảo Middle Osborn. Nó cũng được tìm thấy trên một số hòn đảo của Quần đảo Bonaparte.
Nó được tìm thấy phổ biến nhất ở rừng gió mùa và ở rừng hành lang và cây bụi liền kề, và cũng xuất hiện trong rừng bạch đàn, rừng tre, rừng tràm và bụi cây, rừng Lophostemon và rìa rừng ngập mặn (nhưng không bao giờ ở trong rừng ngập mặn). Nó chủ yếu được tìm thấy trong các khu rừng rậm, nhưng cũng được tìm thấy trong các khu rừng thưa hơn. Nó đôi khi được tìm thấy trong các đồn điền thông và thậm chí đã sinh sản trong môi trường sống đó. Loài này là một trong hai loài đuôi cụt đã được ghi nhận đã ăn trên bãi cỏ thưa trong thị trấn.
Loài này ít vận động, hầu hết các cặp ở trong lãnh thổ của mình suốt năm. Một số di chuyển địa phương đến môi trường sống cận biên hơn đã được ghi nhận trong mùa khô. Chuyển động của nó có thể khó theo dõi trong mùa hậu sinh sản, vì nó im lặng trong quá trình thay lông hàng năm, và nói chung là nhút nhát trong suốt cả năm. Chim non sẽ phân tán khỏi lãnh thổ của cha mẹ chúng và tìm kiếm lãnh thổ của riêng chúng. Một con chưa thành niên được đeo vòng được phát hiện cách lãnh thổ tự nhiên 6,5 km (4,0 dặm).

## Tập tính

### Hót và Khoe mẽ
Đuôi cụt cầu vồng hót và khoe mẽ để liên lạc với đồng loại. Con đực hót nhiều hơn con cái, và chim hót nhiều hơn trong mùa sinh sản. Trong suốt một năm, một con chim dành 12% thời gian trong ngày để hót. Một lần hót bắt đầu một giờ trước bình minh, và thường xuyên nhất là vào khoảng bình minh, và sau đó bất cứ lúc nào trước 10 giờ sáng và sau 4 giờ chiều.
Kiểu khoe mẽ phổ biến là khoe mẽ cúi đầu, trong đó hai chân được giữ thẳng và cơ thể được giữ thẳng đứng, với ức gần như chạm đất. Kiểu khoe mẽ này chỉ được quan sát thấy được thực hiện bởi con đực. Trong kiểu khoe mẽ này, đuôi cụt tạo ra âm thanh thì thầm phát ra cùng lúc. Kiểu khoe mẽ này là lãnh thổ, và được thực hiện bởi những người hàng xóm dọc theo ranh giới lãnh thổ, một con chim khoe mẽ sau một con khác. Màn khoe mẽ và tiếng hót được điều chỉnh để có thể nhận ra trong ánh sáng mờ của tầng rừng nhưng không quá dễ thấy để thu hút những kẻ săn mồi. Tiếng hót (âm thanh) phổ biến nhất như "teow-whit, teow-whit" hoặc "choowip-choowip" có lẽ cũng thuộc lãnh thổ.
Một tập tính phòng thủ của loài này là đập cánh, trong đó cánh được mở một nửa trong một giây cứ sau năm giây. Hành vi này được kết hợp với một tiếng hót "keow" và được thực hiện khi những kẻ săn mồi tiềm năng tiếp cận gần với tổ. Nó cũng sẽ thực hiện một màn hình xòe cánh khi những kẻ săn mồi đang ở gần tổ, đứng thẳng và đột nhiên mở cánh. Hành vi này có thể đánh lạc hướng sự chú ý của động vật săn mồi ra khỏi tổ. Khi một con trưởng thành bị đe dọa, nó có thể có tư thế vịt, giữ ức của nó chúi xuống đất và đuôi của nó nhổng cao.
Các cặp đã kết đôi tham gia vào một nghi thức đơn giản khi ấp trứng bạn tình. Chim bố hoặc mẹ đến sẽ đậu trên một cành cây gần tổ và phát ra một tiếng huýt sáo hai hoặc ba lần. Khi nghe điều này, chim ấp trứng rời đi mà không phát ra âm thanh và bố hoặc mẹ đang rãnh rỗi sẽ đến ấp thay thế.

### Chế độ ăn và thức ăn
Đuôi cụt cầu vồng là không giống với hệ chim trong vùng trong phạm vi tìm kiếm thức ăn trên mặt đất. Chế độ ăn của đuôi cụt cầu vồng bị chi phối bởi côn trùng và ấu trùng, các loài động vật chân đốt khác, ốc sên và giun đất. Gần Darwin, hai phần ba chế độ ăn là giun đất, chủ yếu có trong mùa mưa từ tháng 10 đến tháng 4. Côn trùng và các loài động vật chân đốt khác thường được ăn trong mùa khô; côn trùng và động vật chân đốt bao gồm gián, bọ cánh cứng, kiến, sâu bướm và châu chấu, rết, nhện và các loại động vật nhiều chân khac. Nó cũng ăn trái cây Carpentaria đã rơi xuống đất cũng như ếch và thằn lằn.
Các cá thể tìm kiếm thức ăn riêng lẻ bằng cách nhảy trên nền rừng, sau đó dừng lại để quét; chúng dùng chân bới lá và đất và vạch lá bằng mỏ. Khi ăn ốc, nó phá vỡ vỏ ốc bằng cách sử dụng rễ cây làm đe. Không giống như đuôi cụt ồn ào, nó chỉ sử dụng rễ và cành làm đe chứ không dùng đá. Con mồi lớn hơn như rết lớn bị lắc và quật xuống, sau đó con chim bỏ chạy trong vài giây trước khi lặp lại quá trình.

### Sinh sản
Đuôi cụt cầu vồng sống một vợ một chồng trong mùa sinh sản, nhưng không hình thành liên kết suốt đời. Một cặp có thể ở cùng nhau vào năm sau sau khi sinh sản, nhưng họ có nhiều khả năng tìm được đối tác mới. Sinh sản ở loài này là theo mùa, từ tháng 12 đến tháng 4. Những cơn mưa đầu tiên của mùa mưa dường như là nguyên nhân cho việc xây dựng tổ, vì mùa sinh sản dường như tương quan với sự sẵn có của giun đất, một phần chính trong chế độ ăn của cả chim non và trưởng thành trong thời gian này.
Vùng lãnh thổ sinh sản có kích thước khác nhau từ 1,6 đến 3,1 ha (4,0–7,7 mẫu Anh); lãnh thổ lớn hơn nếu rừng khô hơn. Các vị trí làm tổ được đặt ngẫu nhiên trong lãnh thổ của cặp chim, mặc dù các tổ thứ hai trong một năm được đặt cách xa các tổ được sử dụng vào đầu mùa đó. Tổ chim chỉ được dùng một lần; Nếu cặp chim này đẻ một ổ trứng mới trong một mùa thì một tổ mới được xây dựng. Không giống như đuôi cụt ồn ào chủ yếu làm tổ gần mặt đất, đuôi cụt cầu vồng chỉ hiếm khi làm tổ gần mặt đất, có thể vì môi trường sống của nó dễ bị ngập lụt hơn. Nó làm tổ ở bất cứ đâu từ mặt đất lên đến 20 m (66 ft) trên cây và cùng một cặp có thể cho thấy sự thay đổi tương tự về vị trí trong một mùa làm tổ. Tổ có thể được đặt trong chạc ba của cây, trên ngọn cây cọ, trên cành ngang, trong mớ dây leo hoặc trên rễ trụ của cây.
Một tổ mất khoảng một tuần để xây dựng và được xây dựng bởi cả chim bố và mẹ. Nó bắt đầu như một nền của cành cây, trên đó được xây dựng một mái vòm. Tổ đuôi cụt sau đó được lót bằng vỏ cây và lá; lớp cuối cùng là sợi mịn hơn như thân cây dương xỉ và rễ con. Một đặc điểm khác thường của đuôi cụt cầu vồng (chỉ có đuôi cụt ồn ào giống nó trong họ này) là việc bổ sung các viên phân Wallaby vào lối vào của tổ. Trong một nghiên cứu về 64 tổ ở Lãnh thổ Bắc Úc, 34% được trang trí theo cách này. Chức năng của phân không được chắc chắn; Người ta đã suy đoán rằng mùi phân ngụy trang cho mùi trứng, chim non hoặc chim ấp trứng trưởng thành trước những kẻ săn tổ chim, nhưng các nhà nghiên cứu phát hiện ra rằng tổ đuôi cụt được trang trí thường xuyên như những tổ đuôi cụt sạch. Lối vào cũng có thể được trang trí với các đồ vật khác như lông chó dingo hoặc lông vũ; chức năng của những thứ này cũng chưa được biết nhưng có thể là để giao tiếp với những con khác cùng loài. Tổ của đuôi cụt có thể được tạo hình vòm để bảo vệ chúng khỏi những kẻ săn tổ chim nhưng bằng chứng về điều này là không thuyết phục. Tổ đuôi cụt được săn bắt bởi loài gặm nhấm và rắn, và tổ bị đột kích thường xuyên hơn trong các khu rừng gió mùa so với trong rừng bạch đàn. Tỉ lệ mất tổ khá cao đối với loài này; 12% số tổ bị làm mồi trong rừng bạch đàn và 60% số tổ trong rừng gió mùa.
Một ổ trứng đuôi cụt cầu vồng trung bình chứa bốn quả trứng, một số có ba hoặc năm. Những quả trứng có hình tròn và màu trắng với những đốm nâu đỏ và những đốm màu và những vết xám bên dưới. Họ đo trung bình 26,2 mm × 21,2 mm (1,03 in × 0,83 in). Cả hai cha mẹ ấp trứng trong 14 ngày. Thời gian ấp kéo dài trung bình 87 phút và cặp này ấp trứng khoảng 90% số giờ ban ngày. Những con chim con được sinh ra không lông, da đen và móng màu vàng. Mắt chim con mở sau bốn ngày, và lông tơ, khi nó mọc, có màu xám. Cả chim cha và mẹ đều cho chim con ăn, với thời gian trung bình giữa các lần cho ăn chỉ 7,5 phút. Giun đất bị giết trước khi được cho những con non nhỏ hơn. Chim con được cho ăn cho đủ lông đủ cánh sau 14 ngày, trước khi chúng trưởng thành hoàn toàn. Chúng tiếp tục được cho ăn trong khoảng từ 15 đến 20 ngày sau khi rời tổ, sau đó chúng độc lập với bố mẹ và thậm chí có thể bị bố mẹ đuổi ra khỏi lãnh thổ. Sau khi nuôi được một lứa, một số đuôi cụt cầu vồng có thể xây dựng một tổ mới và tiếp tục sinh sản lần hai; trong một nghiên cứu, hai trong số bốn cặp nghiên cứu chặt chẽ cho kết quả như vậy. Các cặp chim thậm chí có thể xây dựng tổ tiếp theo trong khi vẫn đang cho lứa hiện tại ăn.

## Hiện trạng và bảo tồn
Đuôi cụt cầu vồng không được cho là có nguy cơ tuyệt chủng. Nó có một phân bố toàn cầu hạn chế nhưng thường là phổ biến trong phạm vi của nó. Trong Vườn quốc gia Kakadu, nó được tìm thấy với mật độ một con chim trên 10.000 m2 (110.000 sq ft). Phân loài Tây Úc P. i. johnstoneiana có thể không hoạt động tốt, vì gia súc hoang dã phá hủy môi trường sống của nó và dường như gây ra một số suy giảm, mặc dù phân loài này được biết đến rất ít. Nhìn chung, đuôi cụt cầu vồng được đánh giá là ít được quan tâm trong Sách đỏ IUCN.